# الإسلام: تاريخ موجز
الإسلام: تاريخ قصير هو كتاب للكاتبة البريطانية كارين أرمسترونج عام 2000، وهي راهبة كاثوليكية رومانية سابقة ومؤلفة كتب شعبية عن تاريخ الأديان. ترى أرمسترونغ أن الغرب كان متحيزًا بشأن الإسلام منذ الحروب الصليبية، لكنها تكتب عن مسلمي اليوم. وتقول أرمسترونغ إنهم عندما ينظرون إلى المجتمع الغربي، «لا يرون نورًا ولا قلبًا ولا روحانية». تكتب في المقدمة عن المسلمين:
كان واجبهم الرئيسي هو إنشاء مجتمع عادل يتم فيه التعامل مع جميع الأعضاء، حتى الأكثر ضعفاً، باحترام مطلق. إن تجربة بناء مثل هذا المجتمع والعيش فيه منحتهم الوحي الإلهي، لأنهم سيعيشون وفقًا لمشيئة الله.